# إستفان ساندور
إستفان ساندور (بالمجرية: Sándor István)‏ (ولد في 4 يناير 1986 في أوجهورود) هو لاعب كرة قدم مجري يلعب لنادي سلغيد.

## روابط خارجية
- إستفان ساندور على موقع اتحاد المجر (الهنغارية)
- إستفان ساندور على موقع قاعدة بيانات كرة القدم.إي يو (الإنجليزية)
- إستفان ساندور على موقع Soccerway.com (الإنجليزية)
- إستفان ساندور على موقع عالم كرة القدم.نت (الإنجليزية)